# Андраш Телек
Андраш Телек (угор. András Telek, нар. 10 грудня 1970, Будапешт) — угорський футболіст, що грав на позиції захисника, зокрема за «Ференцварош» та національну збірну Угорщини.

## Клубна кар'єра
У дорослому футболі дебютував 1989 року виступами за команду «Ференцварош», в якій провів вісім сезонів, взявши участь у 172 матчах чемпіонату. Більшість часу, проведеного у складі «Ференцвароша», був основним гравцем захисту команди і тричі виборював з нею титул чемпіона Угорщини.
1997 року приєднався до словацького «Кошиці», звідки повертався до «Ференцвароша» на правах оренди. Згодом грав на батьківщині за третьоліговий «Дунакесі», а також у Китаї за «Цзілінь Аодун».
Завершував ігрову кар'єру у команді «Залаеґерсеґ», за яку виступав протягом 2000—2002 років. У цій команді досвідчений гравець був здебільшого резервним захисником, утім зробив свій внесок в історичну перемогу в першості Угорщини сезону 2001/02.

## Виступи за збірну
1992 року дебютував в офіційних матчах у складі національної збірної Угорщини.
Загалом протягом п'ятирічної кар'єри в національній команді провів у її формі 24 матчі.

## Титули і досягнення
- Чемпіон Угорщини (4):

«Ференцварош»: 1991/92, 1994/95, 1995/96
«Залаеґерсеґ»: 2001/02
- Чемпіон Словаччини (2):

«Кошиці»: 1996/97, 1997/98